# Leon Schlumpf
Leon Schlumpf (Felsberg, 3 febbraio 1925 – Coira, 7 luglio 2012) è stato un politico svizzero dell'Unione Democratica di Centro; è stato consigliere federale dal 1980 al 1987 e Presidente della Confederazione nel 1984.
Padre della consigliera federale Eveline Widmer-Schlumpf.